# 丁噶巴
丁噶巴(梵文：Dengipa)，印度大乘密宗人士，八十四成就者之一。

## 簡介
丁噶巴是婆羅門階級，是薩利鋪札國(Pataliputra)印札巴拉國王的大臣。因與國王都對輪迴生起厭離心，便一起拜盧夷巴為師。他們提出以身體供養上師後，尊者便給予他們上樂金剛的灌頂，使之親見壇城。
之後他們前往奧迪薩(Orissa)乞食。國王在那個地方被賣掉了(參看尊者達利噶的故事)。丁噶巴則被賣往達金塔鋪拉的酒店。有一天晚上酒店主人忘了派人送食物給他，後來想起這件事，派人前去送飯，送食物的人卻看見天女正獻供於丁噶巴，於是丁噶巴為酒店老闆與當地居民宣說佛法後，與七百隨從前往空行淨土。